# Diners de sang
Diners de sang (títol original en anglès, Blood Money) és una pel·lícula de thriller policial estatunidenc del 2017 dirigida per Lucky McKee i escrita per Jared Butler i Lars Norberg. La pel·lícula és protagonitzada per John Cusack, Ellar Coltrane, Willa Fitzgerald i Jacob Artist. S'ha doblat i subtitulat al català.
Es va estrenar a càrrec de Saban Films als Estats Units el 13 d'octubre de 2017.

## Repartiment
- John Cusack com a Miller
- Ellar Coltrane com a Victor, l'ex-xicot de la Lynn i amic d'en Jeff
- Willa Fitzgerald com a Lynn, l'ex-xicota d'en Victor
- Jacob Artist com a Jeff, l'amic d'en Victor
- Ned Bellamy com a Ranger
- Johanna McGinley com a noia borratxa